# Pareas nuchalis
Pareas nuchalis es una especie de serpientes perteneciente a la familia Pareidae.

## Distribución geográfica yhábitat
Es endémica de Borneo (Indonesia y Malasia). Su rango altitudinal se sitúa entre los 25 y los 350 metros sobre el nivel del mar.